# Mastigoniscus pseudoelegans
Mastigoniscus pseudoelegans là một loài chân đều trong họ Haploniscidae. Loài này được Brökeland & Brandt miêu tả khoa học năm 2006.